# イーサー・ケレメチ

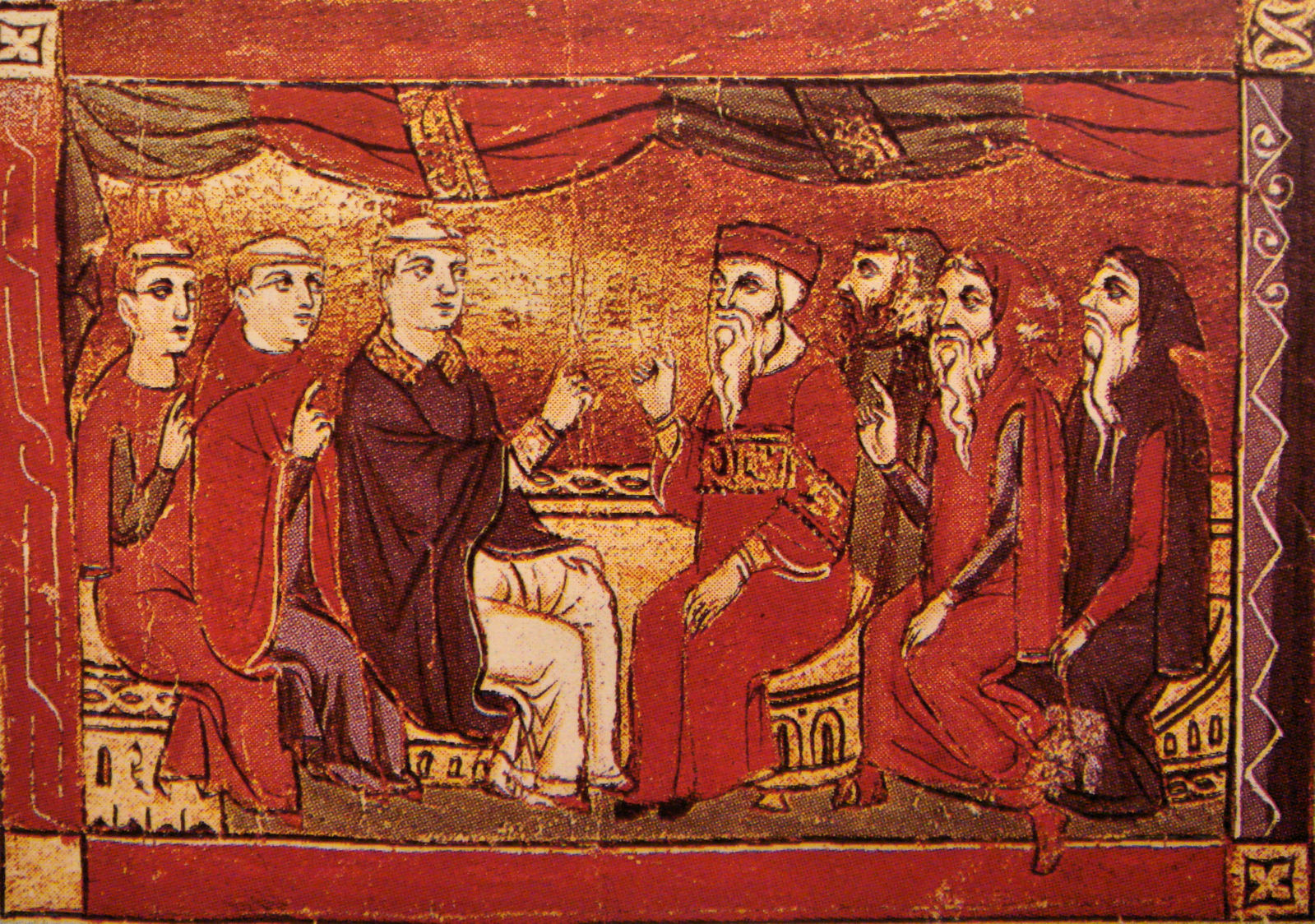
13 世紀のカトリック教徒 (左) と東洋のキリスト教徒 (右) の間の論争。エーカー、1290 年頃。

イーサー・ケレメチ（ʿĪsa Kelemech、1218年 - 1307年）は、モンゴル帝国（大元ウルス）に仕えた西アジア出身のネストリウス派キリスト教徒。
モンゴル帝国に仕えるキリスト教との代表的人物として歴代カアン（皇帝）に重用され、政治的にはアフマド・ファナーカティーらムスリム人官僚と対立したことで知られる。
『元史』などの漢文史料では愛薛(àixuē)、『集史』などのペルシア語史料ではعیسی کلمچی、またラテン語文書ではIse terchimanとそれぞれ表記される。また、「ケレメチ」は「通訳」を意味するモンゴル語。

## 概要

### 生い立ち
『元史』巻134愛薛伝や『雪楼集』巻5「拂菻忠献王神道碑」などによると、イーサーの祖は西域のシャーム（Phrim/Ephraim>拂菻）出身のキリスト教徒（モンゴル語では「エルケウン」）であったとされる。祖父の名はバール・アリー（Bar Ali>不阿里）、父の名はバール・ルマシー（Bar Lumashi>不魯麻失）といい、イーサー自身は西域の諸言語に通じ､「天文学と医学で研習せざるものはなし」と称された人物であった。
モンゴル帝国への仕官の経緯について、『元史』愛薛伝や「拂菻忠献王神道碑」はラッバーン・アタ（Rabban ata>列辺阿答）なる人物の推挙を得てイーサーは第3代皇帝グユク・カンに仕えるに至ったと記す。一方、『牧庵集』巻2所収の「蒙克特穆爾祖考伊蘇追封秦国康恵公制」では「高后（＝ソルコクタニ・ベキ）が名声を聞いて招いたが、自らは老齢のため代わりに行かせた」のがイーサーであると記される。韓儒林はイーサーの没年が1309年と遅いことを踏まえ、実際にグユク・カンに仕えたのはイーサーの父であって、グユク・カンが即位した1246年頃にソルコクタニに差し出されたのがイーサーであると論じている。グユク・カンはペルシア語史料の『集史』でカダク、チンカイらキリスト教徒を厚遇したと明記されており、イーサー（もしくはその父）もキリスト教徒であるが故にグユクに重用されていたようである。
ソルコクタニに仕えたイーサーはその侍女と見られるサラ（Sarah>撒剌）と結婚し、「王姫」の養育に携わったとされる。その後、イーサーはソルコクタニの長男のモンケ（後の第4代皇帝）に仕えていたようで､ モンケが即位前の遠征中に生まれた息子と同じ名前を、自らの息子につけたとの記録がある。ここでいう「即位前の遠征」とは「バトゥのルーシ・東欧遠征」、「遠征中に生まれた息子」は「アスタイ（モンケが征服したカフカース地方のアスト部に由来する）」と考えられ、イーサーもまた西方遠征に従軍していたようである。

### クビライの治世初期
モンケ・カアンが1259年に遠征先で急死した後、紆余曲折を経てイーサーはその弟で第5代皇帝クビライに仕えるようになった。1262年（中統3年、壬戌）2月8日に都城で盛大に仏事が行われた時には、「高麗が新たに服属した一方で、李璮が叛乱を起こして天下は疲弊しております。このような無益の費は社稷（国家）のためになりません」と進言し、クビライに受け入れられたと伝えられる。
中統年間よりイーサーは西域の星暦・医薬二司事を掌るようになり、特に後者は「医薬院」として定着した。1268年（至元5年、戊辰）には保定路の新安で長期に渡って狩りを行っていたクビライに対し、皇帝の狩猟のため近隣の農民は耕作を中断せざるを得ず困っていると進言し、これを聞いたクビライは即日狩猟をやめて帰還したという。また、上部の新涼亭で講王百官を招く宴会が開かれた時､クビライは皇太子チンキムに対して「このような臣下（＝イーサー）がいれば、朕は何も憂いることがない」と語ったとされる。1273年（至元10年、癸酉）正月にはイーサーの設立した「医薬院｣ の名称が「広恵司」に改められているが、時期的には秘書監の創設とほぼ同時期であり､ クビライによる新体制整備の総仕上げの一環であったとみられる。また、1276年（至元13年、丙子）に江南を平定したバヤンがクビライの下に帰還した時､バヤンを謗る奸臣が現れたが、イーサーがこれを諌めてやめさせたという。
1279年（至元16年、己卯）12月24日、コリ・バルク・キルギスの地方から訪れたムスリム商人たちがクビライの下賜した食事をハラールに反するとして断り、これに怒ったクビライがムスリム式の屠殺を禁じてモンゴル式の屠殺のみを行うよう布告を出す事件が起こった。この事件について、漢文史料の『大元聖政国朝典章』とペルシア語史料の『集史』クビライ・カアン紀双方に記録があるが、後者ではこの事件に乗じてイーサーらがムスリムの屠殺を厳しく取り締まり、そのため4年に渡って大元ウルスのムスリムはスンナを行えなかったと記す。この事件は突発的なものではなく皇太子チンキム一派によって仕組まれたものと見られ、「ムスリム式の屠殺が禁止された4年間」とはまさにチンキムが事実上の君主として君臨した至元17年から至元19年に至る期間のことを指すと考えられる。『集史』の著者ラシードゥッディーンはムスリムを弾圧したイーサーを「とびきりの罪人・邪悪な者・賤しき輩」と罵るが、『元典章』の他の箇所にはイーサーらの上奏によってオルトクのジャムチ使用が取り締まられたとの記録もあり、ムスリムの経済活動を遮断することに積極的であったようである。

### フレグ・ウルスへの派遣
1283年（至元20年、癸未）4月、イーサーはボロト丞相とともに勅命を受け、「西北諸王（フレグ・ウルス君主）」アルグンの下に派遣された。この前年、皇太子チンキムによる事実上のクーデター（アフマド暗殺事件）が勃発しており、ボロト丞相は亡命に近い形での派遣であったとみられる。イーサーとボロトが数々の危難をくぐり抜けてイランに至った事はペルシア語史料の『集史』にも記載があり、「アルグン・カンが勝利の庁に到った時、ボロト丞相、イーサー・ケレメチ、その他の使臣たちがカアンの御許より到着した……」 と記されている。
更に、イーサーがこの頃イランに到着していたことは、バチカン公文書館所蔵の1285年にアルグンがローマ教皇に宛てた書物でも確認される。
「terchiman」はアラビア語で「通訳｣を意味するtarjomān（ترجمان）の転訛であり、漢文史料の「愛薛」・ペルシア語史料の「عیسی کلمچی」・ラテン語のIse terchimanが全くの同一人物（＝「通訳官」のイーサー）であることが確認される。
イーサーは職務を果たして「両歳（2年）」で帰還したとされるが、ボロトは残留して死ぬまでフレグ・ウルスに仕えた。この「ボロト丞相」こそ『集史』編纂に携わったプーラード・アカに外ならず、『集史』の東アジアに関わる詳細な記録はボロト丞相によってもたらされたものと考えられる。帰国したイーサーはアルグンの託した宝装・東帯をクビライに献上して旅程について報告し、これを受けてクビライは「ボロトは我が土地で生まれ禄を食んだが彼の地を選んだ。イーサーは彼の地で生まれたが我に忠義を尽くしている。両者があい隔たること、なんと遠いことか」と語ったという。
なお、フレグ・ウルスへの旅には息子のアスタイが同行していたが、アスタイは叛王（＝カイドゥ）の兵に阻まれて東方へ帰還することなく、「西海に絶使した」と伝えられる。

### 西方からの帰還後
西方より帰還したイーサーは1287年（至元24年、丁亥）に秘書監を拝し、1289年（至元26年、己丑）からは崇福使を領した。更にクビライの治世の末期の1294年（至元31年、甲午）には翰林学士承旨兼修国史の地位を授かった。
クビライの没後にオルジェイトゥ・カアン（成宗テムル）が即位するとイーサーはますます恩寵を受け、腰輿を下賜されて宮廷での移動に使うようになった。また、1297年（大徳元年、丁酉）には平章政事に任じられており、これ以後ペルシア語史料の『集史』でも（pinjān/پنجان「平章」の転訛）と称されるようになる。当初、イーサーは平章の地位を辞退しようとしたが､皇帝の直々の任命により就任したとされる。
また、この頃、国庫より購入した宝石が定価の倍額で買い取ったものであり、その差額分をイーサーら高官が賄賂として受けとったことが判明するという疑獄事件が起こった。かつてサンガと組んでいたために失脚していたシハーブッディーンが会計監査を行い、宝石を売却した商人を始め、ダシュマン、トイナク、イグミシュ、テケら高官12名が捕らえられた。オルジェイトゥ・カアンの母のココジンが減免をはたらきかけたこと、またオルジェイトゥ・カアンの尊崇を受けるチベット仏教僧タムパが彗星を理由に免囚運動を行ったことによりイーサーらは釈放されたという。なお、この疑獄事件はなぜか『元史』をはじめ漢文史料には一切言及されておらず、『集史』テムル・カアン紀にのみ記されている。

### 晩年
病弱なオルジェイトゥ・カアンは早くから政治に参画する意欲を失い、最初は母のココジン・カトンが、後からは皇后ブルガン・カトンが政治を取り仕切るようになっていた。1304年（大徳8年、癸卯）8月、首都一帯で大規模な地震（洪洞地震）が起こり被害をもたらしたため、中宮ブルガン・カトンはイーサーを召し出して「地震が起こることを早くに察知することはできなかったのか｣ と詰問した。これに対し、イーサーは「かつてセチェン・カアン（世祖クビライ）とオルジェイトゥ・カアン（成宗テムル）は臣下が上奏する際には寝食の間であっても召見しないことはなかった。今や一日待っても上奏することができない」と述べてブルガンの専制を批判したが、結局改められることはなかった。
1307年（大徳11年、丁未）にオルジェイトゥ・カアンが死去した時、息子（デイシュ）を早くに失っていた皇后ブルガンは権勢を保つため、安西王アナンダを皇帝としようと画策した。この時、イーサーは秘府にあって「秘文」を管理していたが、皇后の意を受けた中使がこれを見ようとしたところ、色を成してこれを拒んだという。その後、アユルバルワダが母のダギとともにクーデターを起こし、ブルガン一派が粛清された後、アユルバルワダの兄のカイシャンがクルク・カアン（武宗）として即位した。クルク・カアンはイーサーの忠義を称えて重用しようとしたが、それから間もなく同年（改元して至大元年）6月にイーサーは上都の私邸で82歳にして死去した。カイシャン・アユルバルワダらは皆イーサーの死を悼んだという。死後、秦国公に封ぜられ、また太師・開府儀同三司・上柱国・拂菻忠献王に追封されている。

## 子孫
イーサーには6人の息子がいたと伝えられており、光禄大夫・秦国公・崇福使・領司天台事のエリヤ（Elijah>也里牙）、翰林学士承旨・資善大夫兼修国史のデンハ（Denha>腆哈）、光禄卿の黒斯（アイザック）、太中大夫同知泉府院事のジョージ（Georges>闊里吉思）、昭信校尉・提挙広恵司事のルーク（Luke>魯哈）、興聖宮宿衛のヨウナン（Yonan>咬難）らの名が記録されている。
また、『元史』巻34文宗本紀3にはエリヤ（野里牙）にオネシモ（Onesimus>阿納昔木思）という姉妹がいたと記されており、このオネシモもイーサーの子の一人であったようである。これらの子女の名前は全てキリスト教洗礼名と考えられ、 イーサーの一族は東アジアの大元ウルスにおいてもキリスト教信仰を保持していたようである。

### アスタイ家
姚燧によって編纂された『牧庵集』は原本が現存せず、清代に至って固有名詞が改変された四庫全書本のみが残存する。現存する『牧庵集』巻2所収の「蒙克特穆爾祖考伊蘇追封秦国康恵公制」「祖妣克哷氏和斯納蘇贈秦国夫人制」「考崇福使阿実克岱追封秦国忠翊公制」「秦国忠翊之弟巴克実巴追封古哩郡恭懿公制」で言及される「伊蘇」はイーサーの漢訳の一つであり、これらの文書はイーサーの一族について記した文書であると考えられる。『牧庵集』所収の文書によるとイーサーにはアスタイ（阿実克岱）という息子がおり、その息子にモンケ・テムル（蒙克特穆爾）という人物がいて高官に至ったとされるが、何故かアスタイとモンケ・テムル父子は『元史』のイーサー伝では名前が挙げられない。韓儒林は、モンケ・テムル（蒙克特穆爾）は『元史』武宗本紀などに見られる「忙哥鉄木児」と同一人物で、この人物は武宗クルク・カアン没後の政争で失脚し没落したために列伝には記録が残されなかったのだろう、と論じている。